# 3409 Abramov
A 3409 Abramov (ideiglenes jelöléssel 1977 RE6) a Naprendszer kisbolygóövében található aszteroida. Nyikolaj Sztyepanovics Csernih fedezte fel 1977. szeptember 9-én.